# SK Husovice
Sportovní klub Husovice byl původní název sportovního klubu z Husovic, který byl založen roku 1908 ještě v samostatné obci a zanikl v roce 1995. Největším úspěchem fotbalového klubu byla účast ve druhé nejvyšší soutěži v sezonách 1934/35, 1936/37–1940/41, 1946/47–1949 a 1951 (celkem 11 ročníků). Třetí nejvyšší soutěže se účastnil naposled v sezoně 1960/61.

## Historické názvy
Zdroj: 
- 1908 – SK Husovice (Sportovní klub Husovice)
- 1915 – přerušení činnosti
- 1919 – obnovení činnosti
- 1921 – SK Slovan Husovice (Sportovní klub Slovan Husovice) – sloučením s SK Slovan Husovice (1920–1921)
- 1928 – SK Husovice (Sportovní klub Husovice) – sloučením s Eclair/Sparta Husovice (1927–1928)
- 1936 – SK Arsenal Husovice (Sportovní klub Arsenal Husovice) – sloučením s SK Arsenal Brno (?–1936)
- 1941 – AC Arsenal Olympia Brno-Husovice (Athletic Club Arsenal Olympia Brno-Husovice) – sloučením s SK Olympia Brno (1908–1941)[6]
- 1947 – SK Arsenal Husovice (Sportovní klub Arsenal Husovice)
- 1948 – JTO Sokol Arsenal Husovice (Jednotná tělovýchovná organisace Sokol Arsenal Husovice)
- 1949 – ZSJ ČSSZ Husovice (Závodní sokolská jednota Československé stavební závody Husovice)
- 1953 – DSO Tatran Husovice (Dobrovolná sportovní organisace Tatran Husovice)
- 1956 – DSO Spartak Husovice (Dobrovolná sportovní organisace Spartak Husovice)
- 1957 – TJ Spartak Husovice (Tělovýchovná jednota Spartak Husovice)
- 1991 – Arsenal Faster[7] Husovice[8]

## Stručná historie klubu
Roku 1908 se mládež v divadelním spolku Svatoboj začala věnovat kopané v Cacovicích a na Lesné. Téhož roku byl založen SK Husovice.
...

## Významní hráči
K odchovancům klubu, kteří se prosadili do nejvyšší československé soutěže patřili Leopold Malaník (12 prvoligových startů a 2 vstřelené branky za Moravskou Slavii Brno v období 1936–1937), František Pecháček (9/7 za SK Židenice, 1936–1937), Josef Čurda (58/0 za SK Židenice, 1937–1942), František Buchta (98/17 za SK/Zbrojovku Židenice/Brno, SK Prostějov a MEZ Židenice, 1940–1952), Vlastimil Škarydka (3/0 za Zbrojovku Židenice, podzim 1948), Eduard Schön (40/1 za Zbrojovku Brno a MEZ Židenice, 1949–1952), Zdeněk Koláček (103/24 za Rudou hvězdu Brno a Spartak ZJŠ Brno, 1957–1964), Jiří Sůra (41/4 za Duklu Praha a Bohemians ČKD Praha, 1958–1965), Tomáš Hradský (60/9 za Duklu Pardubice, Rudou hvězdu Brno a Spartak ZJŠ Brno, 1959–1966), Karel Komárek (129/5 za Rudou hvězdu Brno a Spartak ZJŠ Brno, 1960–1967) a Ladislav Coufal (26/2 za Válcovny plechu Frýdek-Místek, 1976–1977).
Klubem prošli mj. také prvoligoví hráči Ladislav Tersch, Karel Haas, František Řitička a Ferdinand Růžička.

## Umístění v jednotlivých sezonách
Stručný přehled
Zdroj: 
- 1928–1929: I. A třída ZMŽF
- 1930: II. třída ZMŽF
- 1930–1934: I. A třída BZMŽF
- 1934–1935: Moravskoslezská divize
- 1935–1936: I. A třída BZMŽF
- 1936–1941: Moravskoslezská divize
- 1941–1942: I. A třída BZMŽF
- 1942–1943: I. B třída BZMŽF – II. okrsek
- 1943–1946: I. A třída BZMŽF
- 1946–1948: Moravskoslezská divize
- 1948: Zemská soutěž – sk. C
- 1949: Oblastní soutěž – sk. C
- 1950: Mistrovství Brněnského kraje
- 1951: Krajská soutěž – Brno
- 1952: Brněnský městský přebor
- 1953: Krajský přebor – Brno
- 1954–1955: Brněnský městský přebor
- 1956: II. třída Brněnského kraje – sk. A
- 1957/58: I. B třída Brněnského kraje – sk. B
- 1958–1960: I. A třída Brněnského kraje
- 1960–1961: Jihomoravský krajský přebor
- 1961–1963: I. třída Jihomoravského kraje – sk. B
- 1963–1964: I. B třída Jihomoravského kraje – sk. E
- 1964–1965: I. A třída Jihomoravského kraje – sk. B
- 1965–1968: I. A třída Jihomoravské oblasti – sk. A
- 1968–1969: I. B třída Jihomoravské oblasti
- 1969–1972: I. A třída Jihomoravské župy
- 1972–1973: I. A třída Jihomoravského kraje
- 1973–1974: I. B třída Jihomoravského kraje
- 1974–1975: I. A třída Jihomoravského kraje – sk. A
- 1975–1977: I. B třída Jihomoravského kraje
- 1977–1980: Brněnský městský přebor
- 1980–1981: Brněnská městská soutěž
- 1981–1982: Brněnský městský přebor
- 1991–1994: Brněnský městský přebor
- 1994–1995: Brněnská městská soutěž

Jednotlivé ročníky
Zdroj: 
Legenda: Z – zápasy, V – výhry, R – remízy, P – porážky, VG – vstřelené góly, OG – obdržené góly, +/− – rozdíl skóre, B – body, červené podbarvení – sestup, zelené podbarvení – postup, fialové podbarvení – reorganizace, změna skupiny či soutěže
| Československo (1928–1939)             |                                                             |                                                             |                                                             |                                                             |                                                             |                                                             |                                                             |                                                             |                                                             |                                                             |                                                             |
| Sezóny                                 | Liga                                                        | Úroveň                                                      | Z                                                           | V                                                           | R                                                           | P                                                           | VG                                                          | OG                                                          | +/−                                                         | B                                                           | Pozice                                                      |
| 1928                                   | I. A třída ZMŽF                                             | –                                                           | 5                                                           | ...                                                         | ...                                                         | ...                                                         | ...                                                         | ...                                                         | ...                                                         |                                                             |                                                             |
| 1929                                   | I. A třída ZMŽF                                             | 3                                                           | 7                                                           | ...                                                         | ...                                                         | ...                                                         | ...                                                         | ...                                                         | ...                                                         | 4                                                           | 7.                                                          |
| 1930                                   | II. třída ZMŽF                                              | 4                                                           |                                                             | ...                                                         | ...                                                         | ...                                                         | ...                                                         | ...                                                         | ...                                                         |                                                             | 1.                                                          |
| 1930/31                                | I. A třída BZMŽF                                            | 3                                                           | 10                                                          | 4                                                           | 3                                                           | 3                                                           | 24                                                          | 26                                                          | −2                                                          | 11                                                          | 2.                                                          |
| 1931/32                                | I. A třída BZMŽF                                            | 3                                                           | 12                                                          | 6                                                           | 2                                                           | 4                                                           | 33                                                          | 25                                                          | +8                                                          | 14                                                          | 3.                                                          |
| 1932/33                                | I. A třída BZMŽF                                            | 3                                                           |                                                             | ...                                                         | ...                                                         | ...                                                         | ...                                                         | ...                                                         | ...                                                         |                                                             |                                                             |
| 1933/34                                | I. A třída BZMŽF                                            | 3                                                           | 18                                                          | 9                                                           | 5                                                           | 4                                                           | 52                                                          | 31                                                          | +21                                                         | 23                                                          | 3.                                                          |
| 1934/35                                | Moravskoslezská divize                                      | 2                                                           | 14                                                          | 2                                                           | 4                                                           | 8                                                           | 18                                                          | 35                                                          | −17                                                         | 8                                                           | 8.                                                          |
| 1935/36                                | I. A třída BZMŽF                                            | 3                                                           | 20                                                          | 15                                                          | 1                                                           | 4                                                           | 81                                                          | 43                                                          | +38                                                         | 31                                                          | 1.                                                          |
| 1936/37                                | Moravskoslezská divize                                      | 2                                                           | 22                                                          | 8                                                           | 6                                                           | 8                                                           | 37                                                          | 33                                                          | +4                                                          | 22                                                          | 6.                                                          |
| 1937/38                                | Moravskoslezská divize                                      | 2                                                           | 26                                                          | 12                                                          | 5                                                           | 9                                                           | 54                                                          | 55                                                          | −1                                                          | 29                                                          | 5.                                                          |
| 1938/39                                | Moravskoslezská divize                                      | 2                                                           | 22                                                          | 10                                                          | 3                                                           | 9                                                           | 59                                                          | 51                                                          | +8                                                          | 23                                                          | 5.                                                          |
| Protektorát Čechy a Morava (1939–1945) |                                                             |                                                             |                                                             |                                                             |                                                             |                                                             |                                                             |                                                             |                                                             |                                                             |                                                             |
| Sezóny                                 | Liga                                                        | Úroveň                                                      | Z                                                           | V                                                           | R                                                           | P                                                           | VG                                                          | OG                                                          | +/−                                                         | B                                                           | Pozice                                                      |
| 1939/40                                | Moravskoslezská divize                                      | 2                                                           | 22                                                          | 7                                                           | 3                                                           | 12                                                          | 54                                                          | 75                                                          | −21                                                         | 17                                                          | 9.                                                          |
| 1940/41                                | Moravskoslezská divize                                      | 2                                                           | 26                                                          | 3                                                           | 2                                                           | 21                                                          | 35                                                          | 124                                                         | −89                                                         | 8                                                           | 14.                                                         |
| 1941/42                                | I. A třída BZMŽF                                            | 3                                                           | 23                                                          | 4                                                           | 4                                                           | 15                                                          | 40                                                          | 80                                                          | −40                                                         | 12                                                          | 13.                                                         |
| 1942/43                                | I. B třída BZMŽF – II. okrsek                               | 4                                                           | 26                                                          | ...                                                         | ...                                                         | ...                                                         | ...                                                         | ...                                                         | ...                                                         |                                                             | 1.                                                          |
| 1943/44                                | I. A třída BZMŽF                                            | 3                                                           | 26                                                          | 12                                                          | 3                                                           | 11                                                          | 74                                                          | 81                                                          | −7                                                          | 27                                                          | 10.                                                         |
| 1944/45                                | Končila druhá světová válka, pravidelné soutěže se nehrály. | Končila druhá světová válka, pravidelné soutěže se nehrály. | Končila druhá světová válka, pravidelné soutěže se nehrály. | Končila druhá světová válka, pravidelné soutěže se nehrály. | Končila druhá světová válka, pravidelné soutěže se nehrály. | Končila druhá světová válka, pravidelné soutěže se nehrály. | Končila druhá světová válka, pravidelné soutěže se nehrály. | Končila druhá světová válka, pravidelné soutěže se nehrály. | Končila druhá světová válka, pravidelné soutěže se nehrály. | Končila druhá světová válka, pravidelné soutěže se nehrály. | Končila druhá světová válka, pravidelné soutěže se nehrály. |
| Československo (1945–1993)             |                                                             |                                                             |                                                             |                                                             |                                                             |                                                             |                                                             |                                                             |                                                             |                                                             |                                                             |
| Sezóny                                 | Liga                                                        | Úroveň                                                      | Z                                                           | V                                                           | R                                                           | P                                                           | VG                                                          | OG                                                          | +/−                                                         | B                                                           | Pozice                                                      |
| 1945/46                                | I. A třída BZMŽF                                            | 3                                                           | 30                                                          | 23                                                          | 3                                                           | 4                                                           | 148                                                         | 51                                                          | +97                                                         | 49                                                          | 1.                                                          |
| 1946/47                                | Moravskoslezská divize                                      | 2                                                           | 26                                                          | 12                                                          | 2                                                           | 12                                                          | 54                                                          | 56                                                          | −2                                                          | 26                                                          | 7.                                                          |
| 1947/48                                | Moravskoslezská divize                                      | 2                                                           | 30                                                          | 10                                                          | 6                                                           | 14                                                          | 69                                                          | 84                                                          | −15                                                         | 26                                                          | 12.                                                         |
| 1948                                   | Zemská soutěž – sk. C                                       | 2                                                           | 11                                                          | 2                                                           | 1                                                           | 8                                                           | 14                                                          | 43                                                          | −29                                                         | 5                                                           | 12.                                                         |
| 1949                                   | Oblastní soutěž – sk. C                                     | 2                                                           | 26                                                          | 4                                                           | 2                                                           | 20                                                          | 24                                                          | 106                                                         | −82                                                         | 10                                                          | 14.                                                         |
| 1950                                   | Mistrovství Brněnského kraje                                | 4                                                           | 26                                                          | 14                                                          | 5                                                           | 7                                                           | 80                                                          | 48                                                          | +32                                                         | 33                                                          | 3.                                                          |
| 1951                                   | Krajská soutěž – Brno                                       | 2                                                           | 18                                                          | 1                                                           | 1                                                           | 16                                                          | 29                                                          | 71                                                          | −42                                                         | 3                                                           | 10.                                                         |
| 1952                                   | Brněnský městský přebor                                     | 3                                                           |                                                             | ...                                                         | ...                                                         | ...                                                         | ...                                                         | ...                                                         | ...                                                         |                                                             |                                                             |
| 1953                                   | Krajský přebor – Brno                                       | 3                                                           | 11                                                          | 2                                                           | 1                                                           | 8                                                           | 14                                                          | 42                                                          | −28                                                         | 5                                                           | 10.                                                         |
| 1954                                   | Brněnský městský přebor                                     | 5                                                           | 21                                                          | 3                                                           | 3                                                           | 15                                                          | 19                                                          | 63                                                          | −44                                                         | 9                                                           | 10.                                                         |
| 1955                                   | Brněnský městský přebor                                     | 7                                                           | 20                                                          | 14                                                          | 2                                                           | 4                                                           | 83                                                          | 27                                                          | +56                                                         | 30                                                          | 2.                                                          |
| 1956                                   | II. třída Brněnského kraje – sk. A                          | 6                                                           | 22                                                          | 20                                                          | 1                                                           | 1                                                           | 121                                                         | 24                                                          | +97                                                         | 41                                                          | 1.                                                          |
| 1957/58                                | I. B třída Brněnského kraje – sk. B                         | 5                                                           | 33                                                          | 24                                                          | 5                                                           | 4                                                           | 115                                                         | 52                                                          | +63                                                         | 53                                                          | 1.                                                          |
| 1958/59                                | I. A třída Brněnského kraje                                 | 4                                                           | 22                                                          | 9                                                           | 3                                                           | 10                                                          | 44                                                          | 47                                                          | −3                                                          | 21                                                          | 9.                                                          |
| 1959/60                                | I. A třída Brněnského kraje                                 | 4                                                           | 22                                                          | 13                                                          | 5                                                           | 4                                                           | 60                                                          | 33                                                          | +27                                                         | 31                                                          | 1.                                                          |
| 1960/61                                | Jihomoravský krajský přebor                                 | 3                                                           | 26                                                          | 3                                                           | 7                                                           | 16                                                          | 39                                                          | 81                                                          | −42                                                         | 13                                                          | 13.                                                         |
| 1961/62                                | I. třída Jihomoravského kraje – sk. B                       | 4                                                           | 26                                                          | 11                                                          | 2                                                           | 13                                                          | 69                                                          | 55                                                          | +14                                                         | 24                                                          | 9.                                                          |
| 1962/63                                | I. třída Jihomoravského kraje – sk. B                       | 4                                                           | 26                                                          | 10                                                          | 5                                                           | 11                                                          | 57                                                          | 66                                                          | −9                                                          | 25                                                          | 9.                                                          |
| 1963/64                                | I. B třída Jihomoravského kraje – sk. E                     | 5                                                           | 22                                                          | 16                                                          | 4                                                           | 2                                                           | 71                                                          | 29                                                          | +42                                                         | 36                                                          | 1.                                                          |
| 1964/65                                | I. A třída Jihomoravského kraje – sk. B                     | 4                                                           | 26                                                          | 9                                                           | 5                                                           | 12                                                          | 33                                                          | 48                                                          | −15                                                         | 23                                                          | 10.                                                         |
| 1965/66                                | I. A třída Jihomoravské oblasti – sk. A                     | 5                                                           | 26                                                          | 10                                                          | 5                                                           | 11                                                          | 52                                                          | 46                                                          | +6                                                          | 25                                                          | 10.                                                         |
| 1966/67                                | I. A třída Jihomoravské oblasti – sk. A                     | 5                                                           | 26                                                          | 9                                                           | 4                                                           | 13                                                          | 54                                                          | 55                                                          | −1                                                          | 22                                                          | 10.                                                         |
| 1967/68                                | I. A třída Jihomoravské oblasti – sk. A                     | 5                                                           | 26                                                          | 6                                                           | 4                                                           | 16                                                          | 39                                                          | 70                                                          | −31                                                         | 16                                                          | 14.                                                         |
| 1968/69                                | I. B třída Jihomoravské oblasti – sk. E                     | 6                                                           | 26                                                          | 15                                                          | 7                                                           | 4                                                           | 46                                                          | 28                                                          | +18                                                         | 37                                                          | 2.                                                          |
| 1969/70                                | I. A třída Jihomoravské župy – sk. A                        | 6                                                           | 26                                                          | 10                                                          | 3                                                           | 13                                                          | 48                                                          | 47                                                          | +1                                                          | 23                                                          | 9.                                                          |
| 1970/71                                | I. A třída Jihomoravské župy – sk. A                        | 6                                                           | 26                                                          | 9                                                           | 5                                                           | 12                                                          | 36                                                          | 41                                                          | −5                                                          | 23                                                          | 9.                                                          |
| 1971/72                                | I. A třída Jihomoravské župy – sk. A                        | 6                                                           | 26                                                          | 3                                                           | 10                                                          | 13                                                          | 24                                                          | 40                                                          | −16                                                         | 16                                                          | 13.                                                         |
| 1972/73                                | I. B třída Jihomoravského kraje – sk. C                     | 7                                                           | 26                                                          | 13                                                          | 5                                                           | 8                                                           | 50                                                          | 29                                                          | +21                                                         | 31                                                          | 4.                                                          |
| 1973/74                                | I. B třída Jihomoravského kraje – sk. C                     | 7                                                           | 26                                                          | 14                                                          | 8                                                           | 4                                                           | 60                                                          | 27                                                          | +33                                                         | 36                                                          | 1.                                                          |
| 1974/75                                | I. A třída Jihomoravského kraje – sk. A                     | 6                                                           | 26                                                          | 6                                                           | 2                                                           | 18                                                          | 39                                                          | 67                                                          | −28                                                         | 14                                                          | 14.                                                         |
| 1975/76                                | I. B třída Jihomoravského kraje – sk. D                     | 7                                                           | 26                                                          | 8                                                           | 7                                                           | 11                                                          | 44                                                          | 43                                                          | +1                                                          | 23                                                          | 10.                                                         |
| 1976/77                                | I. B třída Jihomoravského kraje – sk. D                     | 7                                                           | 26                                                          | 7                                                           | 3                                                           | 16                                                          | 26                                                          | 54                                                          | −28                                                         | 17                                                          | 13.                                                         |
| 1977/78                                | Brněnský městský přebor                                     | 7                                                           | 30                                                          | 15                                                          | 10                                                          | 5                                                           | 58                                                          | 36                                                          | +22                                                         | 40                                                          | 4.                                                          |
| 1978/79                                | Brněnský městský přebor                                     | 7                                                           |                                                             | ...                                                         | ...                                                         | ...                                                         | ...                                                         | ...                                                         | ...                                                         |                                                             |                                                             |
| 1979/80                                | Brněnský městský přebor                                     | 7                                                           |                                                             | ...                                                         | ...                                                         | ...                                                         | ...                                                         | ...                                                         | ...                                                         |                                                             |                                                             |
| 1980/81                                | Brněnská městská soutěž                                     | 8                                                           |                                                             | ...                                                         | ...                                                         | ...                                                         | ...                                                         | ...                                                         | ...                                                         |                                                             | 1.                                                          |
| 1981/82                                | Brněnský městský přebor                                     | 8                                                           |                                                             | ...                                                         | ...                                                         | ...                                                         | ...                                                         | ...                                                         | ...                                                         |                                                             |                                                             |
| ...                                    |                                                             |                                                             |                                                             |                                                             |                                                             |                                                             |                                                             |                                                             |                                                             |                                                             |                                                             |
| 1991/92                                | Brněnský městský přebor                                     | 8                                                           | 26                                                          | 13                                                          | 4                                                           | 9                                                           | 56                                                          | 53                                                          | +3                                                          | 30                                                          | 4.                                                          |
| 1992/93                                | Brněnský městský přebor                                     | 8                                                           | 26                                                          | 12                                                          | 5                                                           | 9                                                           | 54                                                          | 40                                                          | +14                                                         | 29                                                          | 6.                                                          |
| Česko (1993–1995)                      |                                                             |                                                             |                                                             |                                                             |                                                             |                                                             |                                                             |                                                             |                                                             |                                                             |                                                             |
| Sezóny                                 | Liga                                                        | Úroveň                                                      | Z                                                           | V                                                           | R                                                           | P                                                           | VG                                                          | OG                                                          | +/−                                                         | B                                                           | Pozice                                                      |
| 1993/94                                | Brněnský městský přebor                                     | 8                                                           | 26                                                          | 7                                                           | 4                                                           | 15                                                          | 35                                                          | 70                                                          | −35                                                         | 18                                                          | 14.                                                         |
| 1994/95                                | Brněnská městská soutěž                                     | 9                                                           |                                                             | ...                                                         | ...                                                         | ...                                                         | ...                                                         | ...                                                         | ...                                                         |                                                             |                                                             |

Poznámky:
- 1933/34: Postoupila rovněž mužstva SK Královo Pole (vítěz) a SK Moravská Slavia Brno (2. místo).[14]
- 1935/36: SK Husovice sehrál kvalifikační turnaj s mistry Hanácké, Slezské a Těšínské župy footballové, ve kterém zvítězil a vybojoval si účast v divizi.[49]
- 1941/42: Soutěž byla ukončena v neděli 2. srpna 1942.[18] Poslední zápas ročníku, po němž měla všechna mužstva shodný počet 23 odehraných utkání, se hrál v neděli 16. srpna 1942 v Hodoníně a domácí SK Moravia v něm prohrála s SK Bystrc 1:3 (poločas 1:0).[50]
- 1954: Chybí výsledek jednoho utkání.[24]
- 1955: Postoupilo rovněž vítězné mužstvo DSO Dynamo Energetika Bystrc.[25]